# Stefano Zanini
Stefano Zanini (født 23. januar 1969) er en tidligere italiensk professionel cykelrytter, som cyklede for det professionelle cykelhold Predictor-Lotto.